# Higher (Regina Belle)
Higher è il nono album in studio della cantante statunitense Regina Belle, pubblicato nel 2012.

## Tracce
1. Higher – 4:04
2. Mighty in Battle – 3:19
3. Make an Example Out of Me – 5:50
4. The Lord Is with You – 4:13
5. That's How God Does – 3:47
6. God Must Have Been with You – 4:47
7. Been So Good to Me – 3:58
8. Let God Work It Out – 4:21
9. Coming Back – 3:50
10. We Win – 3:43
11. Lord of All – 5:45
12. I Will Bless the Lord – 4:36